# Chopper (filme)
Chopper (bra: Chopper - Memórias de um Criminoso; prt: Chopper) é um filme australiano de 2000, escrito e dirigido por Andrew Dominik, baseado nos nove livros autobiográficos do criminoso Mark "Chopper" Read escritos na prisão.

## Sinopse
Após ser acusado de uma tentativa fracassada de sequestro, Chopper vai para o presídio de segurança máxima. Ao justificar seu comportamento através de mentiras, ele é atacado por seus companheiros de presídio e esfaqueado por seu melhor amigo. Anos mais tarde, é libertado, mas acaba voltando para a cadeia ao ser condenado por outro crime. Escreve então o relato de sua vida, que se torna um best-seller.

## Elenco
- Eric Bana .... Mark "Chopper" Read
- Vince Colosimo ....Neville Bartos
- Simon Lyndon ....Jimmy Loughnan
- David Field ....Keith George
- Kate Beahan ....Tanya Paice
- Dan Wyllie ...."Bluey"
- Fletcher Humphrys ...."Bucky"
- Robert Rabiah ....Nick
- Brian Mannix ....Ian
- Serge Liistro ....Siam "o Turco" Ozerkam
- Skye Wansey ....Mandy
- Renée Brack .... entrevistador
- Richard Sutherland .... carcereiro